# Bravo-Jahrescharts 1994
Die Bravo-Jahrescharts werden zum Jahresende von der Bravo-Redaktion als Hitliste erstellt. Die Jugendzeitschrift Bravo erscheint seit 1956 und enthält in jeder Wochenausgabe eine Hitliste, die von den Lesern gewählt wurde. Seit 1960 können die Bravo-Leser außerdem ihre beliebtesten Gesangsstars wählen und dekorieren sie mit dem Bravo Otto.

## Bravo-Jahrescharts 1994
1. Babe – Take That – 718 Punkte
2. Without You – Mariah Carey – 492 Punkte
3. I Swear – All-4-One – 397 Punkte
4. Will You Be There – Michael Jackson – 389 Punkte
5. Everything Changes – Take That – 361 Punkte
6. Schrei nach Liebe – Die Ärzte – 332 Punkte
7. The Sign – Ace of Base – 324 Punkte
8. It’s Alright – East 17 – 305 Punkte
9. United – Prince Ital Joe feat. Marky Mark – 294 Punkte
10. I’d Do Anything for Love – Meat Loaf – 268 Punkte
11. Omen III – Magic Affair – 254 Punkte
12. Love Is All Around – Wet Wet Wet – 241 Punkte
13. Jessie – Joshua Kadison und außerdem Love Song – Mark ’Oh– 229 Punkte
14. Please Forgive Me – Bryan Adams – 211 Punkte
15. An Angel – Kelly Family – 198 Punkte
16. Everybody – DJ BoBo – 194 Punkte
17. Saturday Night – Whigfield – 193 Punkte
18. Love Ain’t Here Anymore – Take That – 183 Punkte
19. All for Love – Bryan Adams / Rod Stewart / Sting – 181 Punkte

## Bravo-Otto-Wahl 1994

### Pop/Rock-Gruppe
1. Goldener Otto: Take That
2. Silberner Otto: Worlds Apart
3. Bronzener Otto: East 17

### Hard-'n-Heavy-Gruppe
1. Goldener Otto: Bon Jovi
2. Silberner Otto: Aerosmith
3. Bronzener Otto: Nirvana

### Dancefloor
1. Goldener Otto: DJ BoBo
2. Silberner Otto: 2 Unlimited
3. Bronzener Otto: Whigfield

### Pop Sänger
1. Goldener Otto: Michael Jackson
2. Silberner Otto: Joshua Kadison
3. Bronzener Otto: Bryan Adams

### Pop Sängerinnen
1. Goldener Otto: Mariah Carey
2. Silberner Otto: Janet Jackson
3. Bronzener Otto: Madonna

### Techno/Rap
1. Goldener Otto: Marusha
2. Silberner Otto: Mark ’Oh
3. Bronzener Otto: Prodigy